# Улица Отона Жупанчича
| Отона Жупанчича       | Отона Жупанчича       |
| --------------------- | --------------------- |
|                       |                       |
| Општина               | Нови Београд          |
| Почетак               | Париске комуне        |
| Крај                  | Жарка Миладиновића    |
| Дужина                | 1000 (главна траса) m |
| Ширина                | 12 m                  |
|                       |                       |
|                       |                       |
| Улица Отона Жупанчича |                       |

Улица Отона Жупанчича налази се у централном делу ГО Нови Београд, Београд.

## Траса
Улица Отона Жупанчича почиње од раскрснице са улицом Париске комуне, пружа се праволинијски, сече Булевар маршала Толбухина и улицу Џона Кенедија, и завршава на раскрсници са улицом Жарка Миладиновића. Представља границу између блокова 2 и 5, као и 7 и 8. Међутим, својим бочним крацима залази у ове блокове, највише у блок 2.

## Име улице
Улица носи име Отона Жупанчича (1878−1949), словеначког песника, писца, драматурга, есејисте и преводиоца. Жупанчич је у Бечу дипломирао географију и историју, живео у Паризу, Немачкој (где је радио као учитељ), а по повратку у Љубљану радио је као драматург у позоришту, градски архивар, уредник часописа. Један је од првих чланова словеначке Академије наука и уметности која је основана 1938. године.

## Значајни објекти
На бр. 4 у улици Отона Жупанчича је Туристичка (средња) школа, на бр. 19 је Графичка (средња) школа, на броју 30 је ОШ „Марко Орешковић”, на броју 39 је дечји вртић „Маслачак”. У блоку 8 налази се спомен биста Марку Орешковићу.
Месна заједница „Париске комуне” је на броју 14.
Поред тога, у улици се налазе банке, адвокатске канцеларије, услужне делатности, продавнице, кафићи. 

## Саобраћај
Улицом Отона Жупанчича не пролазе возила градског превоза, али се везе са осталим деловима града остварују линијама ГСП−а које пролазе улицом Париске комуне (18, 65, 72, 75, 76, 77, 78, 82, А1, 708, као и булеваром Маршала Толбухина (16, 81, 607, 612, 613, 711).

## Галерија
- Отона Жупанчича, 1 (угол ул. Париске комуне)
- Улица Отона Жупанчича, раскрсница са Булеваром маршала Толбухина, десно је ОШ "Марко Орешковић", Нови Београд
- Улица Отона Жупанчича, поглед ка улици Париске комуне, Нови Београд
- Улица Отона Жупанчича, Нови Београд